# A̲
Cette page contient des caractères spéciaux ou non latins. S’ils s’affichent mal (▯, ?, etc.), consultez la page d’aide Unicode.
A̲ (minuscule : a̲), appelé A trait souscrit ou A souligné, est un graphème utilisé dans l’écriture de l’oneida, du sekani, du tarok, et dans certaines translittération ALA-LC. Il s’agit de la lettre A diacritée d’un trait souscrit. Il est différent du A̱, A macron souscrit.

## Utilisation
En oneida, ‹ a̲ › représente la forme murmurée de la même voyelle que ‹ a ›, c’est-à-dire une voyelle ouverte antérieure non arrondie murmurée.
En sekani, ‹ a̲ › représente la forme nasalisée de la même voyelle que ‹ a ›, c’est-à-dire une voyelle ouverte antérieure non arrondie nasalisée.

## Représentations informatiques
Le A souligné peut être représenté avec les caractères Unicode suivants (commandes C0 et latin de base, diacritiques) :
| formes    | représentations | chaînes de caractères | points de code | descriptions                                         |
| --------- | --------------- | --------------------- | -------------- | ---------------------------------------------------- |
| capitale  | A̲               | A◌̲                    | U+0041 U+0332  | lettre majuscule latine a diacritique trait souscrit |
| minuscule | a̲               | a◌̲                    | U+0061 U+0332  | lettre minuscule latine a diacritique trait souscrit |